# Kezesség
A kezesség a polgári jogban a szerződést biztosító járulékos mellékkötelezettség, amely egy másik kötelem teljesítését biztosítja azáltal, hogy a kezes a főadós nemteljesítése esetére kötelezettséget vállal a főadósi kötelem teljesítésére. A kezes tehát a főadóshoz képest járulékos adós. A kezesség kiterjed az elvállalása utáni mellékszolgáltatásokra, ha a kezes ezek kikötéséről tudott.
A Polgári törvénykönyv szerint kezességet csak írásban lehet vállalni (272. § (2) bekezdés). Lényeges, hogy a kezesség mindig az alapügylet hitelezője és a kezes közötti ingyenes szerződéssel jön létre.

## Járulékos jellege
- Ha a követelés bírósági úton nem érvényesíthető, úgy a kezessel szemben sem lehet helye állami kényszer alkalmazásának, a teljesítés nem kényszeríthető ki.
- A kezesség mértékében is igazodik a főkötelemhez: a kezes kötelezettsége nem válhat terhesebbé, mint amilyen elvállalásakor volt.
- A kezes a hitelezővel szemben érvényesítheti mindazokat a kifogásokat, amelyek a kötelezettet megilletik a jogosulttal szemben. (pl.: elévülési kifogás)
- A főadós kötelezettségének megszűnésével a kezesség is megszűnik, a kötelezett halála azonban nem szünteti meg a kötelmet, helyébe az örökös lép.

## Megtérítési igény
Amennyiben a kezes a jogosultat kielégíti, a követelés az azt biztosító és a kezességvállalást megelőzően keletkezett jogokkal, valamint a végrehajtási joggal együtt reá száll. Tehát a teljesítő kezes a jogosult helyébe lép, a jogosult törvényi engedményese lesz.

## Fajtái

### Egyszerű vagy sortartó kezesség
Az egyszerű kezes egészen addig megtagadhatja a teljesítést, amíg a követelés a kötelezettől és az olyan kezesektől, akik őt megelőzően és rá tekintet nélkül vállaltak kezességet, behajtható.

### Készfizető kezesség
Ez a jogosult (hitelező) számára nagyobb biztonságot nyújt, hiszen a kezes sortartási kifogásra nem hivatkozhat, ha a felek így állapodtak meg, ha a kezességet kár megtérítéséért vállalták, ha a kezességet a bank vállalta.(274. § 2.)
Lehetőség van egyetemleges perlésre: a jogosult bármelyik kötelezettől követelheti az egész tartozást, vagy meg is oszthatja közöttük.
Ha a kezes kielégíti a jogosultat, a követelés reá száll.
Hitelszerződést biztosító mellékkötelezettség. Két fajtája van, az egyszerű kezesség, valamint a készfizető kezesség. Egyszerű kezesség esetén a kezes vállalja, hogy ha az adós nem fizeti a hitelét, akkor ő maga fogja kifizetni helyette. Készfizető kezesség esetében pedig a bank közvetlenül fordulhat a készfizető kezeshez, hogy ő egyenlítse ki az adós tartozását. A bank csak készfizető kezességet fogad el, mivel ilyenkor a kezes nem követelheti, hogy az adóstól vagy adóstárstól hajtsa be a bank először a hitelt.